# Bárbara Bruno
Bárbara Janette Miessa (Rio de Janeiro, 4 de julho de 1956), mais conhecida pelo seu nome artístico Bárbara Bruno, é uma atriz, diretora e produtora brasileira. Interpretou diversos personagens durante sua trajetória no teatro e na televisão. Também dirigiu e produziu espetáculos para o teatro. A família Goulart foi homenageada na 18ª edição do Prêmio Shell de Teatro do Rio de Janeiro. Paulo Goulart, Nicette Bruno e seus filhos Beth Goulart, Bárbara Bruno e Paulo Goulart Filho receberam um Troféu Especial, pela união e realizações teatrais ao longo de mais de duas décadas.

## Biografia
Filha dos falecidos atores Paulo Goulart e Nicete Bruno, tem três filhos: Vanessa Goulart, Eduardo e Leonardo. É a irmã mais velha da também atriz Beth Goulart e do ator Paulo Goulart Filho. Formada em Publicidade. Bárbara foi casada com o escritor Lauro César Muniz de 2004 até 2021.
Estreou no teatro, em 1974, sob a direção de Antunes Filho na montagem de Tome Conta de Amelie, de Georges Feydeau. A partir de então, atua em diversos espetáculos, como : O Efeito dos Raios Gama Sobre as Margaridas do Campo (1974), A Cinderela do Petróleo (1976), Mãos ao Alto, São Paulo! (1980), Meu Anjo (1981), À Margem da Vida (1988), Laços Eternos (1993), O Martelo (1999), Crimes Delicados (2000), Sábado, Domingo e Segunda (2003), Motel Paradiso (2007) e De repente, No Último Verão (2013).
O primeiro trabalho de Bárbara na televisão foi em 1972 Camomila e Bem-Me-Quer, uma  telenovela exibida pela TV Tupi, onde ela fez a personagem Bel. Em 1973, trabalhou na série de televisão As Divinas… e Maravilhosas na TV Tupi, encarnando a personagem  Remy. Três anos depois veio no mesmo canal a novela Papai Coração na pele da personagem Alice. No ano de 1981, Bárbara foi para a Rede Globo onde fez parte do elenco da novela Terras do Sem-Fim com a personagem Olga. Participou também de um episódio do Caso Verdade (1982) da Rede Globo, da minissérie O Tempo e o Vento (1985). Depois de ficar um tempo longe da televisão para se dedicar mais ao teatro, Bárbara retornou para a televisão em Cidadão Brasileiro (2006) e logo após Maria Esperança (2007), onde interpretou a ambiciosa Eugênia Albuquerque. Em 2015, volta às telenovelas interpretando a divertida e turrona Fiorina Cavichioli em Cúmplices de um Resgate no SBT.
Também atua como diretora e produtora. Como diretora teatral dirigiu as peças: Look Book Hip House (1990), O Auto da Compadecida (1994), O Amor Venceu (1996), Sete Vidas (1997), O Cavalo na Montanha (2003) e Sábado, Domingo e Segunda (2003). Em 2009,  dirigiu e produziu O Santo Parto, de Lauro César Muniz, e dirigiu a peça A Aurora da Minha Vida, de Naum Alves de Souza. Em 2014, Bárbara dirigiu espetáculo 13, que foi protagonizada pelo seu irmão Paulo Goulart Filho No mesmo ano, na peça Gertrude Stein, Alice Toklas e Pablo Picasso interpretou a personagem Gertrude e dividiu a direção da peça com o irmão.

## Filmografia

### Televisão
| Ano  | Título                       | Papel                  | Nota                             | Emissora   |
| ---- | ---------------------------- | ---------------------- | -------------------------------- | ---------- |
| 1972 | Camomila e Bem-Me-Quer       | Bel                    |                                  | Rede Tupi  |
| 1973 | As Divinas... e Maravilhosas | Remy                   |                                  | Rede Tupi  |
| 1976 | Papai Coração                | Alice                  |                                  | Rede Tupi  |
| 1978 | Salário Minimo               | Amélia                 |                                  | Rede Tupi  |
| 1981 | Terras do Sem-Fim            | Olga                   |                                  | Rede Globo |
| 1982 | Paraiso                      | Irmã Matilde           |                                  | Rede Globo |
| 1982 | Caso Verdade                 | Rosa                   | Episódio: "Um Peixe Fora D'água" | Rede Globo |
| 1985 | O Tempo e o Vento            | Alice Terra Cambará    |                                  | Rede Globo |
| 1999 | Flora Encantada              | Ana                    |                                  | Rede Globo |
| 2002 | Sítio do Picapau Amarelo     | Dona Benta (jovem)     | Episódio: A Pedra Verde          | Rede Globo |
| 2006 | Cidadão Brasileiro           | Cleonice Sales Jordão  |                                  | RecordTV   |
| 2007 | Maria Esperança              | Eugênia Albuquerque    |                                  | SBT        |
| 2009 | Além do Horizonte            | Dona Esperança         |                                  | TV Cultura |
| 2009 | A Noiva                      | Dona Lilás             |                                  | TV Cultura |
| 2012 | Máscaras                     | Maria José (Zezé)      |                                  | RecordTV   |
| 2015 | Cúmplices de um Resgate      | Fiorina Cavichioli     |                                  | SBT        |
| 2018 | Z4                           | Dra. Emília Fontes     |                                  | SBT        |
| 2021 | Gênesis                      | Débora                 | Fase: Jacó                       | RecordTV   |
| 2025 | Mundo da Lua                 | Carolina Silva e Silva |                                  | TV Cultura |

### Cinema
| Ano  | Título                                            | Personagem            | Notas          |
| ---- | ------------------------------------------------- | --------------------- | -------------- |
| 2006 | Espeto                                            | Mulher no restaurante | Curta-metragem |
| 2017 | História & Estórias                               | Isabel Goulart        |                |
| 2018 | Exterminadores do Além Contra a Loira do Banheiro | Professora Helena     |                |
| 2021 | Diários de Intercâmbio                            | Tereza Almeida Rosa   |                |

## Teatro
| 1974 | Tome Conta de Amelie                                 |          |
| 1974 | O Efeito dos Raios Gama Sobre as Margaridas do Campo |          |
| 1976 | A Cinderela do Petróleo                              |          |
| 1980 | Dona Rosita, a Solteira                              |          |
| 1980 | Mãos ao Alto, São Paulo!                             |          |
| 1981 | Walfredo, Meu Anjo                                   |          |
| 1986 | Divina Encrenca                                      |          |
| 1987 | Poe - A Inveja Dos Anjos                             |          |
| 1988 | À Margem da Vida                                     |          |
| 1988 | O Olho Azul da Falecida                              |          |
| 1993 | Laços Eternos                                        |          |
| 1999 | O Martelo                                            |          |
| 2000 | Crimes Delicados                                     |          |
| 2003 | Sábado, Domingo e Segunda                            | Tia Memé |
| 2007 | Motel Paradiso                                       |          |
| 2013 | De repente, No Último Verão                          |          |
| 2014 | Gertrude Stein, Alice Toklas e Pablo Picasso         | Gertrude |

| 1990 | Look Book Hip House                          |
| 1991 | Sabe Quem Dançou?                            |
| 1994 | O Auto da Compadecida                        |
| 1996 | O Amor Venceu                                |
| 1997 | Sete Vidas                                   |
| 2003 | O Cavalo na Montanha                         |
| 2003 | Sábado, Domingo e Segunda                    |
| 2009 | O Santo Parto                                |
| 2009 | A Aurora da Minha Vida                       |
| 2010 | 19 Centímetros                               |
| 2014 | 13                                           |
| 2014 | Gertrude Stein, Alice Toklas e Pablo Picasso |

## Obras
Bárbara escreveu a peça Look Book Hip House em parceria com o pai Paulo Goulart em 1990.